# ジョリーズシンジュ
ジョリーズシンジュ（Jolie's Shinju、2005年4月22日 - ）とは、日本生まれの競走馬である。シンガポールで調教され、シンガポール4歳チャレンジ三冠を達成した。2009年度のシンガポール競馬における年度代表馬となり、日本国内生産馬が日本国外で年度代表馬となった初のケースである。

## 経歴
ジョリーズシンジュは2005年4月22日、北海道浦河町にある丸幸小林牧場で誕生した。2006年10月、北海道新ひだか町で行われた北海道オータムセールに上場され、シンガポールの医師タン・カイ・チャーによって315万円で落札された。ジョリーズシンジュはヒポクラテス厩舎（タンの仮定名称）の名義でシンガポールで競走生活を送ることになり、タンの所有馬すべてを管理していたクレメンツ厩舎に入厩した。
ジョリーズシンジュは2008年1月1日にデビューし、デビュー戦を優勝するなど7月下旬にかけて7戦3勝を挙げた。8月にタンとクレメンツの間で意見が対立し、タンはジョリーズシンジュを日本産馬を多く管理する高岡秀行厩舎へ転厩させた。
転厩後から翌2009年5月にかけて9戦し3勝を挙げ、シンガポール4歳チャレンジ三冠に挑戦した（シンガポールには牝馬クラシックに相当するレースがない）。それまで1200メートル以下のレースにしか出走経験がなかったためスタミナ面を懸念する向きもあったが、1400メートルのパトロンズボウル、1600メートルのシンガポールダービートライアル、2000メートルのシンガポールダービーのすべてにおいてスタートから積極的に先頭に立つ競馬をして逃げ切り勝ちを収め、シンガポール4歳チャレンジ三冠を達成した。なお、牝馬がシンガポールダービーを勝ったのは36年ぶりのことであった。
シンガポール4歳チャレンジ三冠達成後、陣営はオーストラリアへの遠征計画を発表。最大目標はG1コックスプレートに据えられ、ステップレースとして9月12日にムーニーバレー競馬場で行われた重賞 (G2) ダットタンチンナムステークスが選ばれた。ダットタンチンナムステークスでは逃げの戦法に出たが直線でフービーガットユーなど2頭に交わされ、3着に敗れた。続いて9月25日、目標としているコックスプレートと同距離の準重賞JRAカップに出走し、1番人気に支持されたが直線で失速しブービーの12着と敗退。その後の検査で心房細動を発症していたことが判明した。
精密検査の結果異常なしということで再度コックスプレートを目指すことになったが、高岡調教師と馬主側で意見の相違があり、オーストラリア滞在のまま担当調教師がレナード・トゥリローに変更された。10月17日、距離1400メートルの牝馬限定重賞 (G2) トリスタークステークスに出走したが、勝ち馬から6馬身ほど遅れた8着に敗退。その結果コックスプレートは断念、メルボルンカップウィークの牝馬限定重賞を目標とすることになった。10月31日にフレミントン競馬場距離1600メートルの牝馬限定G1メイヤークラシックに出走、当地の若手有力騎手であるブレイク・シンを起用し逃げを打ったが直線に入るとずるずる後退し、大差の最下位に敗れた。
2010年3月2日、シンガポールターフクラブは本馬を2009年の年度代表馬に選出した。
同年2月26日、シンガポールで復帰初戦を迎え芝1400メートルのクランジステークスA戦に出走、先行したが直線に入りずるずると後退し、最下位に敗れた。その後3月11日高岡秀行厩舎への再転厩が発表された。3月28日新設重賞ムーンビームヴァーズに出走、好枠を利し逃げたが直線残り300メートル地点で捕まり4着に敗退した。その後、5月16日のシンガポール航空インターナショナルカップではリザーズディザイアの6着に敗れた。6月26日のウイ・ティークラシックステークスで逃げばて5着に敗れた。7月のチェアマンズトロフィーを最後にオーストラリアへ移籍し、現役を続けてそのまま繁殖入りする予定であったが、レース後右前靭帯の損傷が判明し引退することとなった。

### 引退後
2014年に生まれた4番仔の牝馬が重賞を4勝する活躍をみせている。

## 血統
| ジョリーズシンジュの血統（ヘイロー系（ロイヤルチャージャー系） / Hail to Reason3×4=18.75%、Turn-to4×5×5=12.50%、Native Dancer5×4=9.375%、Almahmoud4×5=9.375% | ジョリーズシンジュの血統（ヘイロー系（ロイヤルチャージャー系） / Hail to Reason3×4=18.75%、Turn-to4×5×5=12.50%、Native Dancer5×4=9.375%、Almahmoud4×5=9.375% | ジョリーズシンジュの血統（ヘイロー系（ロイヤルチャージャー系） / Hail to Reason3×4=18.75%、Turn-to4×5×5=12.50%、Native Dancer5×4=9.375%、Almahmoud4×5=9.375% | （血統表の出典）     | （血統表の出典） |
| 父 ジョリーズヘイロー Jolie's Halo 1987 黒鹿毛 アメリカ | 父の父Halo 1969 黒鹿毛 アメリカ | Hail to Reason | Turn-to              | Turn-to          |
| 父 ジョリーズヘイロー Jolie's Halo 1987 黒鹿毛 アメリカ | 父の父Halo 1969 黒鹿毛 アメリカ | Hail to Reason | Nothirdchance        |                  |
| 父 ジョリーズヘイロー Jolie's Halo 1987 黒鹿毛 アメリカ | 父の父Halo 1969 黒鹿毛 アメリカ | Cosmah | Cosmic Bomb          | Cosmic Bomb      |
| 父 ジョリーズヘイロー Jolie's Halo 1987 黒鹿毛 アメリカ | 父の父Halo 1969 黒鹿毛 アメリカ | Cosmah | Almahmoud            |                  |
| 父 ジョリーズヘイロー Jolie's Halo 1987 黒鹿毛 アメリカ | 父の母Jolie Jolie 1980 黒鹿毛 アメリカ | Sir Ivor | Sir Gaylord          | Sir Gaylord      |
| 父 ジョリーズヘイロー Jolie's Halo 1987 黒鹿毛 アメリカ | 父の母Jolie Jolie 1980 黒鹿毛 アメリカ | Sir Ivor | Attica               |                  |
| 父 ジョリーズヘイロー Jolie's Halo 1987 黒鹿毛 アメリカ | 父の母Jolie Jolie 1980 黒鹿毛 アメリカ | Who's to Know | Fleet Nasrullah      | Fleet Nasrullah  |
| 父 ジョリーズヘイロー Jolie's Halo 1987 黒鹿毛 アメリカ | 父の母Jolie Jolie 1980 黒鹿毛 アメリカ | Who's to Know | Masked Lady          |                  |
| 母 インディアリングクオリティ Endearing Quality 1991 黒鹿毛 アメリカ                                                                                         | 母の父Danzig 1977 鹿毛 アメリカ | Nothern Dancer | Nearctic             | Nearctic         |
| 母 インディアリングクオリティ Endearing Quality 1991 黒鹿毛 アメリカ                                                                                         | 母の父Danzig 1977 鹿毛 アメリカ | Nothern Dancer | Natalma              |                  |
| 母 インディアリングクオリティ Endearing Quality 1991 黒鹿毛 アメリカ                                                                                         | 母の父Danzig 1977 鹿毛 アメリカ | Pas de Nom | Admiral's Voyage     | Admiral's Voyage |
| 母 インディアリングクオリティ Endearing Quality 1991 黒鹿毛 アメリカ                                                                                         | 母の父Danzig 1977 鹿毛 アメリカ | Pas de Nom | Petitioner           |                  |
| 母 インディアリングクオリティ Endearing Quality 1991 黒鹿毛 アメリカ                                                                                         | 母の母So Endearing 1978 アメリカ | Raise a Native | Native Dancer        | Native Dancer    |
| 母 インディアリングクオリティ Endearing Quality 1991 黒鹿毛 アメリカ                                                                                         | 母の母So Endearing 1978 アメリカ | Raise a Native | Raise You            |                  |
| 母 インディアリングクオリティ Endearing Quality 1991 黒鹿毛 アメリカ                                                                                         | 母の母So Endearing 1978 アメリカ | Straight Deal | Hail to Reason       | Hail to Reason   |
| 母 インディアリングクオリティ Endearing Quality 1991 黒鹿毛 アメリカ                                                                                         | 母の母So Endearing 1978 アメリカ | Straight Deal | No Fiddling F-No.1-s |                  |